# Txerkesski
Txerkesski (en rus: Черкесский) és un poble (un khútor) de l'óblast de Rostov, a Rússia, segons el cens del 2010 tenia 586 habitants, pertany al municipi de Proletarski (Rostov).